# Mangora calcarifera
Mangora calcarifera là một loài nhện trong họ Araneidae.
Loài này thuộc chi Mangora. Mangora calcarifera được Frederick Octavius Pickard-Cambridge miêu tả năm 1904.